# Karel Albert van Sardinië
Karel Albert Amadeus (Turijn, 2 oktober 1798 – Porto, 28 juli 1849) was koning van Sardinië van 1831 tot 1849. Hij volgde zijn verre neef Karel Felix op, en zijn naam is gebonden aan het eerste Italiaanse statuut en de Eerste Italiaanse Onafhankelijkheidsoorlog van 1848 tot 1849. Hij trad af nadat zijn troepen werden verslagen door het Oostenrijkse leger in de Slag bij Novara (1849). Hij stierf in ballingschap spoedig daarna.

## Jeugd
Hij was de zoon van Karel Emanuel van Savoye-Carignano en (in zesde generatie) neef van koning Victor Emanuel I. Hij ontving een opleiding in Frankrijk en diende in zijn jeugd in het leger van Napoleon.

## Regentschap
Karel Albert keerde terug naar Piëmont nadat Napoleon zich in 1814 had teruggetrokken. Hij raakte daar bevriend met de Carbonari, die een opstand aan het voorbereiden waren. Hij was van dit complot op de hoogte, maar het is niet duidelijk in hoeverre hij erbij betrokken was. Victor Emanuel I trad vanwege de opstand af en benoemde hem op 13 maart 1821 tot regent. Onder druk van de Carbonari stelde Karel Albert de zeer liberale Spaanse constitutie van 1812 in. Victor Emanuels jongere broer en beoogde opvolger Karel Felix arriveerde echter met een Oostenrijks leger. Hij onderdrukte de opstand, draaide Karel Alberts maatregelen terug en dwong hem op 21 maart tot vluchten.

## Koningschap
De Italiaanse conservatieven vertrouwden Karel Albert niet meer, maar de relatie verbeterde toen hij dienst nam in het Franse leger bij de veldtocht tegen Spanje van 1823. Op 27 april 1831 volgde hij de kinderloos gestorven Karel Felix op als koning. Hij zette diens conservatieve beleid voort, tekende een militaire alliantie met Oostenrijk en onderdrukte liberale bewegingen. Na 1840 had hij echter weer contact met gematigde liberalen en werd hij steeds meer anti-Oostenrijks gezind. Echte concessies aan de liberalen deed hij echter nog niet.
Pas na de verkiezing van de hervormingsgezinde paus Pius IX en de vlaag van nationalisme die daarop volgde durfde hij Oostenrijk uit te dagen. Op 4 maart 1848 bekrachtigde hij een conservatieve grondwet en na het uitbreken van een revolutie in het onder Oostenrijkse heerschappij staande Lombardije-Venetië verklaarde hij Oostenrijk de oorlog (23 maart). Hij hoopte het gebied bij zijn rijk te kunnen voegen, maar werd bij Custoza op 23 en 24 juli verslagen. Kritiek op zijn militaire optreden en snelle radicalisering in Piëmont leidden ertoe dat Karel Albert in maart 1849 de wapenstilstand verbrak en besloot alles op alles te zetten. In de Slag bij Novara van 23 maart werd hij echter weer vernietigend verslagen.

## Aftreden
De Oostenrijkse legeraanvoerder Josef Radetzky eiste een groot deel van Piëmont op voor zijn land en de troonopvolger als gijzelaar. Karel Albert trad af ten gunste van zijn zoon Victor Emanuel II in de hoop dat die betere voorwaarden zou kunnen bewerkstelligen. Diezelfde avond vertrok hij alleen naar Portugal, waar hij zich terugtrok in een klooster.
Deze laatste daad van zelfopoffering maakte voor de Italianen veel van zijn eerdere besluiteloosheid en slechte militaire optreden goed. Hij had een belangrijke rol gespeeld in de opkomst van het Risorgimento (Italiaanse eenheidsbeweging) en ervoor gezorgd dat Sardinië daarin een leidende rol zou spelen. Victor Emanuel II zou op 17 maart 1861 de eerste koning van het verenigde Italië worden.

## Huwelijk
Karel Albert was op 3 september 1817 getrouwd met Maria Theresia van Toscane (1801-1855); ze hadden samen drie kinderen:
- Victor Emanuel II (1820-1878)
- Ferdinand (1822-1855), hertog van Genua; zijn dochter Margaretha werd later de echtgenote van Victor Emanuels zoon (en dus haar neef) koning Umberto I
- Maria Christina (1826-1827)

## Voorouders
| Voorouders van Karel Albert van Sardinië (1798-1849) | Voorouders van Karel Albert van Sardinië (1798-1849)                                                    | Voorouders van Karel Albert van Sardinië (1798-1849)                                                    | Voorouders van Karel Albert van Sardinië (1798-1849)                                                 | Voorouders van Karel Albert van Sardinië (1798-1849)                                                 | Voorouders van Karel Albert van Sardinië (1798-1849)                                    | Voorouders van Karel Albert van Sardinië (1798-1849)                                    | Voorouders van Karel Albert van Sardinië (1798-1849)                                    | Voorouders van Karel Albert van Sardinië (1798-1849)                                    |
| ---------------------------------------------------- | --- | --- | --- | --- | --------------------------------------------------------------------------------------- | --------------------------------------------------------------------------------------- | --------------------------------------------------------------------------------------- | --------------------------------------------------------------------------------------- |
| Overgrootouders                                      | Lodewijk Victor van Savoye-Carignano (1721–1778) ∞ Christina van Hessen-Rheinfels-Rotenburg (1717–1778) | Lodewijk Victor van Savoye-Carignano (1721–1778) ∞ Christina van Hessen-Rheinfels-Rotenburg (1717–1778) | Louis, prins van Brionne (1725-1761) ∞ Louise de Rohan (1734–1815)                                   | Louis, prins van Brionne (1725-1761) ∞ Louise de Rohan (1734–1815)                                   | August III van Polen (1696-1763) ∞ Maria Josepha van Oostenrijk (1699-1757)             | August III van Polen (1696-1763) ∞ Maria Josepha van Oostenrijk (1699-1757)             | Stanislaus Corvin-Krasiński (1717–1762) ∞ Aniela Humiecka (-)                           | Stanislaus Corvin-Krasiński (1717–1762) ∞ Aniela Humiecka (-)                           |
| Grootouders                                          | Victor Amadeus II van Savoye-Carignano (1743–1780) ∞ 1738 Maria Jozefa van Lotharingen (1753 – 1797)    | Victor Amadeus II van Savoye-Carignano (1743–1780) ∞ 1738 Maria Jozefa van Lotharingen (1753 – 1797)    | Victor Amadeus II van Savoye-Carignano (1743–1780) ∞ 1738 Maria Jozefa van Lotharingen (1753 – 1797) | Victor Amadeus II van Savoye-Carignano (1743–1780) ∞ 1738 Maria Jozefa van Lotharingen (1753 – 1797) | Karel van Saksen (1733-1796) ∞ Franciszka Corvin-Krasińska (1742-1796)                  | Karel van Saksen (1733-1796) ∞ Franciszka Corvin-Krasińska (1742-1796)                  | Karel van Saksen (1733-1796) ∞ Franciszka Corvin-Krasińska (1742-1796)                  | Karel van Saksen (1733-1796) ∞ Franciszka Corvin-Krasińska (1742-1796)                  |
| Ouders                                               | Karel Emanuel van Savoye-Carignano (1770–1800) ∞ Maria Christina van Saksen (1770-1851)                 | Karel Emanuel van Savoye-Carignano (1770–1800) ∞ Maria Christina van Saksen (1770-1851)                 | Karel Emanuel van Savoye-Carignano (1770–1800) ∞ Maria Christina van Saksen (1770-1851)              | Karel Emanuel van Savoye-Carignano (1770–1800) ∞ Maria Christina van Saksen (1770-1851)              | Karel Emanuel van Savoye-Carignano (1770–1800) ∞ Maria Christina van Saksen (1770-1851) | Karel Emanuel van Savoye-Carignano (1770–1800) ∞ Maria Christina van Saksen (1770-1851) | Karel Emanuel van Savoye-Carignano (1770–1800) ∞ Maria Christina van Saksen (1770-1851) | Karel Emanuel van Savoye-Carignano (1770–1800) ∞ Maria Christina van Saksen (1770-1851) |